# Panamerikanismus

Amerika

Mit Panamerikanismus werden die den amerikanischen Erdteil betreffenden Panbewegungen mit Ursprüngen im 19. Jahrhundert bezeichnet. Darin sind Bewegungen mit dem Ziel eingeschlossen, politische, diplomatische, soziale und wirtschaftliche Beziehungen und Kooperationen gemeinsamen Interesses zwischen den Staaten der amerikanischen Kontinente herzustellen.
Dabei unterscheiden sich grundsätzlich zwei verschiedene politische Strategien für einen Zusammenschluss bzw. gemeinsame Politik der amerikanischen Staaten, der von den USA ausgehende (angelsächsische) Interamerikanismus als Hauptformen und der (lateinamerikanische) Hispanoamerikanismus südamerikanischer Staaten.

## Hispanoamerikanismus
Der Hispanoamerikanismus (auch: Panhispanismus) basiert auf Ideen des europäischen Nationalismus und der Romantik. Er umfasst verschiedene Unterströmungen wie den Paniberismus, der Bestrebungen zum Zusammenschluss aller spanisch- und portugiesischsprachigen Länder Zentral- und Mittelamerikas bezeichnet, den Panlatinismus, der zusätzlich ehemalige französische Kolonien einbezieht, oder den Indioamerikanismus. Der Begriff Hispanoamerikanismus umfasst in seiner Wortherkunft lediglich die spanischsprachigen Gebiete Amerikas, wird aber auch synonym für alle südamerikanischen Pan-Bewegungen verwendet.

### Anti-koloniale Phase
Hispanoamerikanistische Ideen basieren auf der politischen Arbeit des südamerikanischen Unabhängigkeitskämpfers Simón Bolívar, der 1826/27 zur ersten Panamerikanischen Konferenz einlud, um den konföderativen Zusammenschluss der ehemals spanischen Kolonien zu den Vereinten Staaten von Südamerika zu erreichen. In seinem 1815 geschriebenen Brief Carta de Jamaica, in dem er europäische Länder zur Unterstützung des südamerikanischen Unabhängigkeitskampfes aufrief, formulierte er diese Idee eines hispanoamerikanischen Zusammenschlusses. Als Hauptmotiv kann der erstrebte Schutz der erkämpften Unabhängigkeit mittelamerikanischer Regionen vor der spanischen Krone und anderer europäischer Mächte angesehen werden. Der Panama-Kongress, der 1826 auf Betreiben Bolívars abgehalten wurde, war ein erster Versuch, hispanoamerikanische Interessen zu bündeln. Das von Bolívar persönlich beherrschte Konglomerat südamerikanischer Staaten (heutiges Kolumbien, Venezuela, Ecuador, Peru, Bolivien) brach 1830 an einzelstaatlichen Interessen auseinander. Nach 1838 zerfiel auch die Zentralamerikanische Föderation. Separatismus und Regionalismus der lateinamerikanischen Staaten standen dem hispanoamerikanischen Konzept entgegen. Das bolivianische Konzept lateinamerikanischer Integration blieb jedoch ein von vielen nachfolgenden Theoretikern bewundertes Modell.

### Anti-imperialistische Phase
1891 formulierte der Kubaner José Martí in seinem Essay Nuestra América (Unser Amerika) einen neuen, anti-imperialistischen Panamerikanismus, der sich vor allem gegen die immer mehr auf Zentralamerika zugreifende Übermacht der USA richtete. Er distanzierte sich dabei von Begriffen wie Latinoamerikanismus oder Hispanoamerikanismus und plädierte für den Ausdruck Nuestra América, der iberische, lateinamerikanische und indigene Traditionen einschließen sollte. José Enrique Rodó, Blanco Fombona, José Vasconcelos und Pedro Henríquez Ureña betonten in der ersten Hälfte des 20. Jahrhunderts in ihren Werken die Besonderheiten der Mestizaje (die Vermischung hispanischer und indigener Ethnien) und ihren eigenständigen, manchmal herausgehobenen, Stand gegenüber anderen Völkern. Che Guevara griff den Anti-Imperialismus Martís später auf. In den 80er-Jahren bildete sich auf Initiative einiger lateinamerikanischer Intellektueller die Contadora-Gruppe, um ohne Mitwirken der USA militärische Konflikte in Zentralamerika beizulegen. Aus ihr ging 1986 die Rio-Gruppe hervor, der 24 lateinamerikanische Länder angehören.

### Seit den 1990er Jahren
Seit den 1990er Jahren entzündet sich ein Konflikt um die von den USA geförderte Amerikanische Freihandelszone (ALCA) und den von Brasilien, Venezuela und anderen südamerikanischen Staaten favorisierten Regionalzusammenschluss des Mercosur. Mexiko ist bereits Mitglied der Nordamerikanischen Freihandelszone NAFTA.
1994 wurde das Format der Amerika-Gipfel etabliert, bei denen die Vereinigten Staaten und die Länder Lateinamerikas aufeinander treffen. Zu Beginn gehörte zum gemeinsamen Ideal, die eigene Unabhängigkeit gegenüber externen Mächten zu sichern, mittlerweile werden die Gipfel als Instrument der US-Außenpolitik angesehen. Ursprünglich sollten die Gipfel dem Konzept der westlichen Hemisphäre ebenso wie jenem des Panamerikanismus dienen.
In Venezuela erklärte zudem Präsident Hugo Chávez 1999, die Bolivarische Revolution in der Tradition Bolívars fortzuführen. Gemeinsam mit Fidel Castro gründete er 2004 die Bolivarianische Allianz für Amerika (ALBA), die sich einen wirtschaftlichen Zusammenschluss der lateinamerikanischen Staaten ohne eine dominierende Rolle der USA zum Ziel gesetzt hat.
Mit Beginn der 2020er Jahre sieht Günther Maihold eine wachsende Entfremdung zwischen den USA und ihren Partnern in Mittel- und Südamerika. Er sieht bei den Staaten Lateinamerikas und der Karibik keine Bereitschaft in den „hemisphärischen Austausch zu investieren“.

## Interamerikanismus
Interamerikanistische Theorien befassen sich mit Zusammenschlüssen auf der Ebene des gesamten amerikanischen Kontinents. Teilweise wird der Begriff Panamerikanismus auch synonym für diese Unterform verwendet. Der Interamerikanismus ist jünger als der Hispanoamerikanismus und sieht seine Ursprünge ideengeschichtlich im Panamerikanismus Simón Bolívars.

### US-amerikanische Hinterhof-Politik
Häufig wird der nordamerikanische Panamerikanismus als Wegbereiter US-amerikanischer Interventionen in Zentralamerika gesehen. Basierend auf der Monroe-Doktrin begannen die USA in den 1820er-Jahren eine intensive Interessenpolitik im lateinamerikanischen „Hinterhof“. 1823 verhinderte diese Politik ein französisches Eingreifen zugunsten des zusammenbrechenden spanischen Kolonialreiches, 1865 erzwang sie den Abzug der Franzosen aus Mexiko und beendete 1903 die britisch-deutsch-italienische Seeblockade Venezuelas während der Venezuela-Krise.
Seit 1889 existieren Organisationsformen wie das Wirtschaftsbüro Amerikanischer Republiken bzw. das Internationale Büro Amerikanischer Republiken, die Panamerikanische Union und die Organisation Amerikanischer Staaten (OAS). Auch Panamerikanische Konferenzen wurden gemeinsam mit lateinamerikanischen Vertretern durchgeführt, beginnend 1889 mit der ersten Konferenz in Washington. Der OAS steht der US-Außenminister vor (bis 1923 offiziell, seitdem faktisch). Vor allem in Mittelamerika und der Karibik führte diese Politik zu zahlreichen direkten militärischen Interventionen der USA und zur wirtschaftlichen Durchdringung. Panamerikanismus schließt unter dem Vorwand notwendiger  Reformen und der Überwindung kultureller Unterschiede auch die Förderung der protestantischen Mission im katholischen Lateinamerika ein.

### US-Interventionen in der Karibik und Mittelamerika
- Nicaragua: 1833, 1855–57, 1867, 1894, 1896, 1909–25, 1926–33, 1981–90
- Mexiko: 1845–48, 1914, 1916–17
- Honduras: 1863, 1896, 1903, 1905, 1907, 1911–13, 1917, 1919, 1924–29
- Kuba: 1898, 1901–03, 1906–09, 1912, 1917–19, 1921–23, 1933, 1961, 1962
- Panama: 1901, 1902, 1903, 1908, 1912–14, 1917–18, 1921, 1964, 1989–90
- Dominikanische Republik: 1869–70, 1903–05, 1907, 1914, 1916–24, 1965–66
- Haiti: 1914, 1915–35, 1944, 1994–95, 2004, 2010
- Costa Rica: 1919
- Guatemala: 1920, 1954
- Grenada: 1983
- Puerto Rico: 1898